# Cascadura

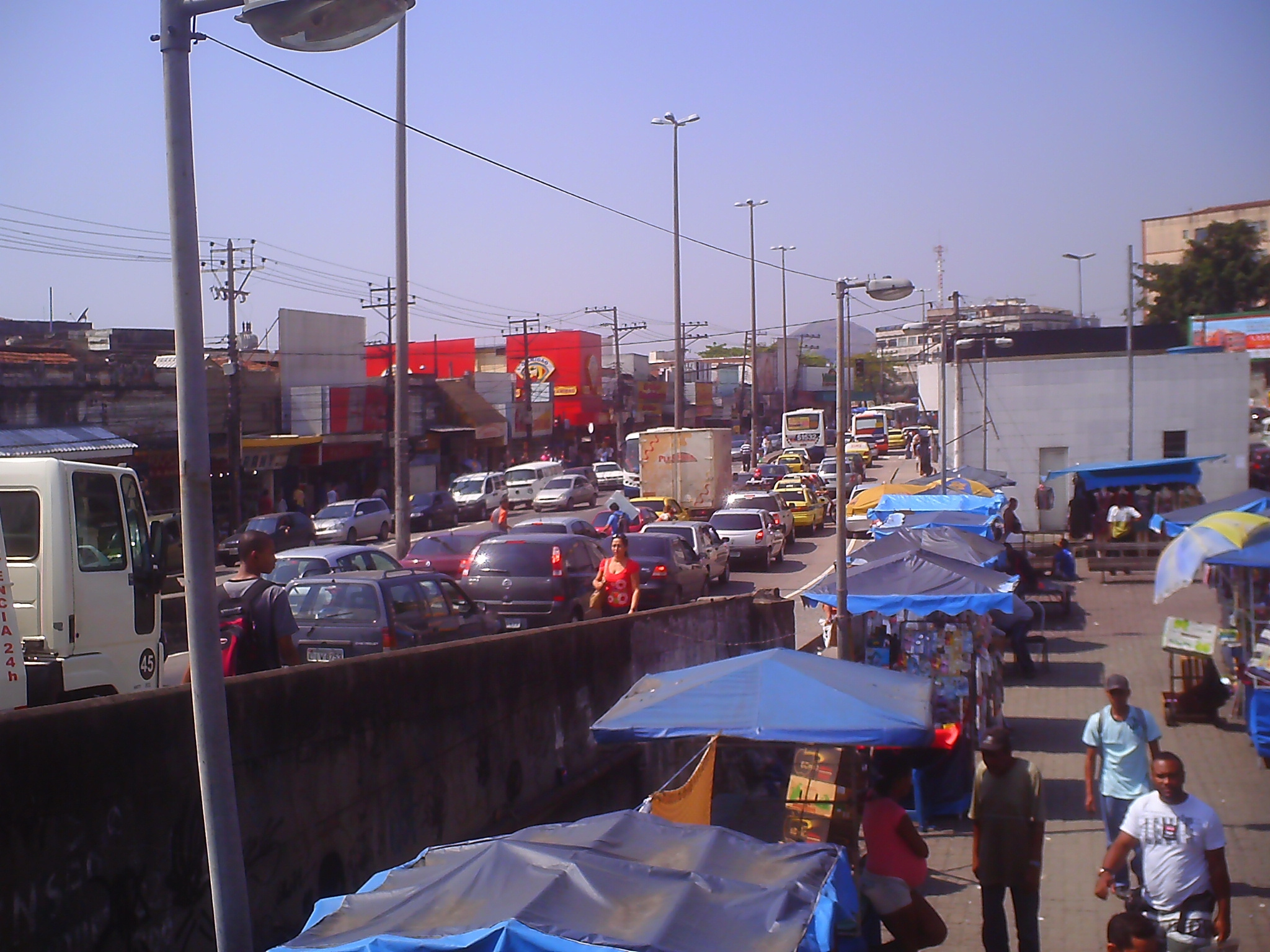
Cascadura

Cascadura ist ein Stadtteil (bairro) von Rio de Janeiro. Der Name ist portugiesisch für „harte Schale“. Er kommt aus der Zeit, in der die Gleise für die Eisenbahnstrecke verlegt wurden: der Boden in dieser Region ist äußerst hart und entsprechend schwer zu bearbeiten. Eine andere Bedeutungsherkunft leitet sich von Casca d’'Ouro ab.
Cascadura befindet sich in der Verwaltungsregion XV Madureira der Unterpräfektur Zona Norte.